# Gustav Lindström
Gustav Lindström, född 20 oktober 1998 i Östervåla, Uppsala län, är en svensk professionell ishockeyspelare som spelat för Detroit Red Wings och Montreal Canadiens i NHL. Sedan 2025 spelar Gustav Lindström för Djurgårdens IF.

## Meriter (i urval)
- 2018 - JVM-silver
- 2019 - SM guld